# Tomahawk
En tomahawk er en indiansk stridsøkse (fra indiansk: otornahuk, at slå ned).
Mens de indfødte amerikanere har brugt lignende økser i lang tid, var de dog altid lavet af sten. - Det var først da europæiske opdagelsesrejsende ankom til 'den nye verden', at de byttede deres 'boarding-axes' [skibsøkser] for de indfødtes proviant og forsyninger; disse var lavet af stål - sådan som vi kender dem bedst.
Eftersom en tomahawk er mindre & lettere end normale brændeøkser, var og er de ideelle at tage med sig rundt i 'vildmarken' - da den, for det første, var let at bære og for det andet, både fungerer som et værktøj og et våben. Som værktøj er den bedst egnet til at lave optændingsbrænde eller fælde tynde træer. Som våben er den bestemt noget for sig: der er udviklet en unik kampstil, baseret på at krigeren bærer en tomahawk og en kniv samtidigt - der giver muligheden for at parere med hawk'en og skære/stikke med kniven eller parere med kniven og hugge med hawk'en.
Sidst men ikke mindst er tomahawk'en utrolig funktionel som missilvåben; på grund af den lette vægt [200-600 gram] og det typisk længere skaft [30-60 centimeter] er den vægtet sådan at den kastes nemt med stor præcision. Dette er efter sigende blevet gjort gennem tiderne som en sport, eller som fredsaktivitet mellem nybyggere og indfødte amerikanere. 'Tomahawk throwing' er en selvstændig disciplin i mange amerikanske kniv-kastekonkurrencer.
| Våben | Spire Denne artikel om våben er en spire som bør udbygges. Du er velkommen til at hjælpe Wikipedia ved at udvide den. |